# 천규덕
천규덕(千圭德, 1932년 ~ 2020년 6월 2일)은 대한민국의 프로 레슬러 씨름 선수이다. 천규덕은 싸움을 매우 잘했는데 박정희 정부 당시 그 뛰어난 싸움 실력을 인정받아 프로레슬러로 데뷔했다.

## 경력

### 주요 이력
- 1955년 씨름 선수 첫 입문.
- 1961년 씨름 선수 은퇴 이후 프로레슬러 전향.
- 1985년 프로레슬러 은퇴.
- 2002년 신한국프로레슬링협회 원로고문
- 2006년 한국프로레슬링연맹 명예고문
- 2009년 한국청소년문화재단 자문위원

### 수상 경력
- 1963년 한국 주니어 헤비급 챔피언[1]
- 1965년 한국 태그팀 챔피언

w / 장영철
- 1966년 한국 헤비급 챔피언[1]
- 1971년 극동 태그팀 챔피언[1]

## 가족 관계
- 장남: 천호진(1960년 9월 9일 ~ )
- 차남: 천수진(1965년 ~ )

## 같이 보기
- 김일(1세대, 프로레슬러)
- 장영철(1세대, 프로레슬러)